# Worakls
 (août 2018).
Si vous disposez d'ouvrages ou d'articles de référence ou si vous connaissez des sites web de qualité traitant du thème abordé ici, merci de compléter l'article en donnant les références utiles à sa vérifiabilité et en les liant à la section « Notes et références ».
Kevin Da Silva Rodrigues, dit Worakls, est un auteur-compositeur-interprète de musique électronique français, né le 28 septembre 1988.

## Biographie
Né le 28 septembre 1988, Kevin Da Silva Rodrigues est un artiste français provenant de la région parisienne. Kevin Da Silva Rodrigues commence le piano à 3 ans et a joué dans plusieurs groupes de différents styles (rock, hard rock, bossa nova) durant son adolescence. Il a ensuite fait ses études au lycée André-Boulloche à Livry-Gargan. Travaillant dans les relations publiques à la boîte de nuit "Le Redlight" à Paris, il commence à s'intéresser à la musique électronique vers 18 ans. Il commence par la suite son activité à la suite d'un concert d'Eric Prydz en 2009. Cette même année, il sort son premier EP, Unity.[réf. nécessaire]
Il connait vraiment la notoriété en 2014 grâce à la diffusion d'une vidéo, totalisant plus de quatre-vingt-dix millions de vues, montrant deux jeunes Russes escaladant la Shanghai Tower. En 2013, il cofonde avec N'to et Joachim Pastor le label de musique électronique Hungry Music. En 2020, il crée son second label, Sonate, sur lequel il sort un nouvel album qui compose la bande originale du documentaire Sur le front des animaux menacés, réalisé par Hugo Clément. En 2022, il réalise une prestation lors du meeting de campagne d'Emmanuel Macron à La Défense Arena dans le cadre des Présidentielles,.

## Style
Worakls est un artiste de musique électronique organique. Il utilise de nombreux instruments plus classiques (tels que le violon).
En 2019 le site Broadway World Music estime que « Worakls s'est imposé comme l'un des pionniers de l'exploration sonore ».

## Premier disque et tournée 2019
Il se lance en 2019 dans une tournée européenne avec un orchestre de vingt musiciens, dont les concerts mêlent musique électronique et musique classique. Cette tournée, qui se nomme « Worakls Orchestra », lui permet d'interpréter avec son orchestre les morceaux de son premier album, publié chez Hungry Music la même année, Orchestra. Le disque comprend dix titres dont le dernier, Red Dressed, est chanté par Eivør Pálsdóttir.
Avec l'arrivée de la pandémie de Covid-19, la tournée est stoppée et de nombreuses dates sont annulées,. Worakls travaille alors sur un nouveau projet avec son ami violoncelliste Antonin Winter, sous le nom de Worakls², qu'ils présentent lors de festivals pendant l'été 2021 comme les Authentiks.

## Festivals
- Festival « WeAre Together! », Dock des Sud, Marseille, 2014 (Première mondiale du show Worakls Orchestra)
- Solidays, Paris, juin 2015
- 35e Festival Balélec, Lausanne, 2015
- Festival Rocktambule, Grenoble, 2015
- Trans Musicales, Rennes, 2015
- Dour festival, Dour, Belgique, 2015
- Festival « WeAre Together! », Dock des Sud, Marseille, 2015
- Digital Festival, Amsterdam, Pays-Bas, 2016
- Festival Reperkusound, Lyon, 2016
- Chorus festival, Paris (France), 2016
- We Are Electric Weekender Festival, Eersel, Pays-Bas, 2016
- Plages électroniques, Cannes, 2016
- Platja Festival, Canet-en-Roussillon, 2016
- Ouest-Park Festival, Le Havre, 2016
- Quai de l'Horloge Hangar 16, Montréal Quebec, Canada, 9 septembre 2016.
- I Love Techno Europe, Montpellier, décembre 2016
- Hibernation, Pas de la Case (Andorre), mars 2017
- Tomorrowland, Belgique, juillet 2017
- MMX (Marseille Music Experience) Marseille, septembre 2017
- Pleinvrees Festival, Pays-Bas, septembre 2017
- Igloofest, Canada, février 2018
- Panorama, Morlaix, avril 2018
- Solidays, Paris, juin 2018 (Hungry 5 : avec N'to & Joachim Pastor)
- Plages Électroniques, Cannes, Août 2018[12]
- Climax, Bordeaux, septembre 2018 (Hungry 5 : avec N'to & Joachim Pastor)
- Chorus Festival, Boulogne Billancourt, avril 2019 (Orchestra)
- Cercle, Château La Coste, avril 2019 (Orchestra)
- Foin de la rue, Saint-Denis-de-Gastine, juillet 2019 (Orchestra)
- Delta Festival,Marseille, juillet 2019 (Orchestra)
- Sziget Festival, Budapest, août 2019 (Boat Party)
- Positiv Festival, Théâtre Antique d'Orange, septembre 2020
- Family Piknik, Montpellier, juillet 2021
- Les Authentiks, Théâtre antique de Vienne, juillet 2021
- Holocène, Grenoble, mars 2022
- Igloofest, Montréal, janvier 2023
- Ocean Fest, Biarritz, mars 2023
- Garorock, Marmande, juillet 2023
- Rose Festival, Toulouse, août 2023
- Woodstower, Lyon, août 2023
- Madame Loyal, Bordeaux, octobre 2023
- Ocean Fest, Nantes, janvier 2024
- Ocean Fest, Biarritz, avril 2024
- Paleo Festival, Nyon (Suisse, Vaud), 24 juillet 2024
- Ecausysteme, Gignac (27 juillet 2024)
- Musicalarue, Luxey (28 juillet 2024)
- Foreztival, Trelins (Loire), 2 août 2024